# 威斯納氏眶燈魚
威斯納氏眶灯鱼（学名：Diaphus wisneri）为輻鰭魚綱燈籠魚目灯笼鱼科的其中一種，分布於中太平洋的夏威夷群島海域，屬深海魚類，棲息深度50-375公尺。

## 扩展阅读
維基物種上的相關：威斯納氏眶灯鱼